# Видручей (ручей, впадает в Шайдомозеро)
Видручей — ручей в России, протекает по территории Кяппесельгского сельского поселения Кондопожского района Республики Карелии. Длина ручья — 12 км.

## Общие сведения
Ручей берёт начало из болота без названия на высоте выше 128 м над уровнем моря и далее течёт преимущественно в юго-восточном направлении по заболоченной местности.
Ручей имеет один малый приток длиной 3,0 км.
Впадает на высоте 74,1 м над уровнем моря в Шайдомозеро — исток реки Шайдомки, впадающей в реку Елгамку, которая, в свою очередь, впадает в Лижмозеро. Через последнее протекает река Лижма, впадающая в Онежское озеро.
В среднем течении Видручей пересекает трассу Р21 («Кола»).
Населённые пункты на ручье отсутствуют.
Код объекта в государственном водном реестре — 01040100612202000015430.